# Liste der Moscheen in Hongkong
Die folgende Liste beinhaltet alle Moscheen in Hongkong:
| Name                                                                 | Bild | Lage          | erbaut                              |
| -------------------------------------------------------------------- | ---- | ------------- | ----------------------------------- |
| Jamia Mosque (些利街清真寺)                                          |      | Mid-levels    | Originalgebäude: 1849, Umbau: 1915  |
| Kowloon Mosque (九龍清真寺)                                          |      | Tsim Sha Tsui | Originalgebäude: 1896, Neubau: 1984 |
| Ammar Mosque (愛群清真寺)                                            |      | Wan Chai      | 1967 / 1981                         |
| Stanley Mosque (赤柱清真寺)                                          |      | Stanley       | 1937                                |
| Chai Wan Mosque (柴灣清真寺), auch als Cape Collinson Mosque bekannt |      | Chai Wan      | 1963                                |
| Ibrahim Mosque (亞伯拉罕清真寺)                                      |      | Yau Ma Tei    | 2013                                |